# Ceratium neglectum
Ceratium neglectum is een soort in de taxonomische indeling van de Myzozoa, een stam van microscopische parasitaire dieren. Het organisme komt uit het geslacht Ceratium en behoort tot de familie Ceratiaceae. Ceratium neglectum werd in 1908 ontdekt door Kofoid.